# Live in NYC 12/31/92
Live in NYC 12/31/92 è un "bootleg ufficiale" dei Pearl Jam, riservato a chi ha acquistato sul sito ufficiale della band l'album Pearl Jam prima che uscisse nei negozi di musica; entrambi i CD, venivano recapitati direttamente a domicilio.

## Riassunto
Live in NYC 12/31/92 contiene la performance della band del 31 dicembre 1992 al The Academy di New York. Questo show segnò il debutto di "Dirty Frank" e una versione veloce di "Wash", mai riproposta. "Stranglehold" (una cover di Ted Nugent), suonata allo show, non compare nella tracklist del bootleg. "Daughter", presente sul CD, non è la versione di Vs., ma una precedente con liriche diverse.
Inserito posteriormente nella serie dei "bootleg ufficiale", la qualità dell'audio è simile a quella dei comuni bootleg, in quanto la band utilizzava registratori DAT. La pubblicazione di questo live, assieme alla pubblicazione di quello di Las Vegas, potrebbe significare l'inizio della pubblicazione anche dei live più vecchi.

## Tracklist
1. "Speed Wash" (Gossard, Ament, McCready, Krusen, Vedder)
  - A fast version of "Wash".
2. "Sonic Reducer" (Bators, Blitz, Chrome, Magnum, Thomas, Zero)
3. "Why Go" (Vedder, Ament)
4. "Even Flow" (Vedder, Gossard)
5. "Alone" (Abbruzzese, Ament, Gossard, McCready, Vedder)
6. "Garden" (Vedder, Gossard, Ament)
7. "Daughter" (Abbruzzese, Ament, Gossard, McCready, Vedder)
8. "Dirty Frank" (Vedder, Gossard, Ament, McCready, Abbruzzese)
9. "Oceans" (Vedder, Gossard, Ament)
10. "Alive" (Vedder, Gossard)
11. "Leash" (Abbruzzese, Ament, Gossard, McCready, Vedder)
12. "Porch" (Vedder)

## Crediti
- Jeff Ament – Basso
- Stone Gossard – Chitarra ritmica
- Mike McCready – Chitarra solista
- Eddie Vedder – Voce
- Dave Abbruzzese – Batteria